# Acronicta casparii
Acronicta casparii là một loài bướm đêm trong họ Noctuidae.